# Oratemnus distinctus
Espèce
Synonymes
- Steiratemnus distinctus Beier, 1948

Oratemnus distinctus est une espèce de pseudoscorpions de la famille des Atemnidae.

## Distribution
Cette espèce est endémique d'Australie.

## Description
La femelle holotype mesure 4,2 mm.

## Publication originale
- Beier, 1948 : Über Pseudoscorpione der australischen Region. Eos, Madrid, vol. 24, p. 525-562 (texte intégral).